# 周盤龍
周盤龍（しゅう ばんりゅう、415年 - 493年）は、南朝宋から斉にかけての軍人。本貫は南蘭陵郡蘭陵県。

## 経歴
胆力にすぐれ、弓射と乗馬を得意とした。泰始2年（466年）、劉胡が赭圻に拠って反乱を起こすと、盤龍は自ら討伐軍の先頭に立って戦った。龍驤将軍、ついで積射将軍の号を受け、晋安県子に封じられた。元徽2年（474年）、桂陽王劉休範が反乱を起こすと、盤龍は冗従僕射・騎官主・領馬軍主となり、蕭道成に従って新亭に駐屯し、屯騎校尉の黄回とともに城南で劉休範の軍と対陣した。まもなく城中に引き返し、劉休範の攻撃をはばんだ。反乱が平定されると、盤龍は南東莞郡太守に任じられ、前軍将軍の号を加えられた。しばらくして驍騎将軍に進んだ。昇明元年（477年）、仮節・都督交広二州諸軍事・征虜将軍・平越中郎将・広州刺史に任じられたが、赴任しないうちに、石頭に拠った袁粲に対する攻撃に参加した。昇明2年（478年）、沈攸之の乱が平定されると、盤龍は都督司州諸軍事・司州刺史となった。沌陽県子に改封された。建元元年（479年）、蕭道成が斉の高帝として即位すると、盤龍は右将軍に進んだ。
建元2年（480年）、北魏の軍が寿春に侵攻してくると、盤龍は軍主・仮節として、豫州刺史の垣崇祖を助け、淝水を城の西北にひきこんで魏軍の侵攻をはばんだ。盤龍は輔国将軍の張倪らの軍を率いて西沢で奮戦し、魏軍を撃退した。高帝は盤龍の功績を賞賛し、盤龍の愛妾の杜氏に対して金の釵と鑷20枚を贈り、手ずから「周公の阿杜に餉す」と書いた。太子左率に任じられた。
建元3年（481年）、魏軍が淮陽を攻撃し、角城を包囲すると、高帝は李安民を都督として救援にあたらせ、盤龍には淮陰に下って李安民と合流するよう命じた。角城に駐屯していた軍主の成買は戦死し、盤龍の子の周奉叔も魏軍に包囲されて戦死したとの誤報が伝わった。盤龍はちょうど食事をしていたが、その報を聞くと箸を投げ捨て、馬を駆って槊を振るい、魏軍に対して突撃を敢行した。魏兵はその勇名をおそれて「周公来たり」と言い、逃げ惑った。ときに奉叔は包囲を突破していたが、盤龍はこのことを知らず、魏軍を縦横に掻き回した。奉叔も父の姿が見えないことから、再び馬を敵陣に対して乗り入れた。父子両騎が数万人を攪乱して、魏軍は敗退した。このため盤龍父子の名は北国に伝わった。
永明元年（483年）、征虜将軍・南琅邪郡太守に転じた。永明3年（485年）、右衛将軍の号を受け、給事中の位を加えられた。永明5年（487年）、大司馬に任じられ、征虜将軍・済陽郡太守を兼ねた。武帝はしばしば軍の演習をおこなったが、そのたびごとに盤龍に騎兵を率いさせた。後に盤龍は病のため光禄大夫の位を受けて静養した。永明6年（488年）、持節・都督兗州縁淮諸軍事・平北将軍・兗州刺史として出向した。爵位は侯に進んだ。
角城の戍将の張蒲がひそかに北魏と結んで、霧にまぎれて北魏の戦艦を引きこみ、州城の東門を攻撃させた。戍主の皇甫仲賢が軍主の孟霊宝らを率いて門を守り、撃退したが、城外にはすでに3000人あまりの魏兵が迫っていた。淮陰軍主の王僧慶らが500人を率いて救援にやってくると、魏軍は撤退した。盤龍は責任を問われて、官位を剥奪されて職務をつとめることとなった。まもなくもとの地位にもどされた。東平郡太守を兼ねた。
盤龍は老齢のため辺境防備の任に耐えないとして、解職を求めて許された。建康に召還されて散騎常侍・光禄大夫の位を受けた。永明11年（493年）、病死した。享年は79。安北将軍・兗州刺史の位を追贈された。

## 子女
- 周奉叔
- 周世雄（永元年間に西江督護となったが、広州刺史の蕭季敞を殺害して、顔翻に討たれた）

## 伝記資料
- 『南斉書』巻29 列伝第10
- 『南史』巻46 列伝第36